# إدارة كوتشابامبا
إدارة كوتشابامبا (بالإنجليزية: Cochabamba Department)‏ هي إدارة في بوليفيا، عاصمتها كوتشابامبا،

## جغرافيا
تقع الإدار في وسط بوليفيا وتبلغ مساحتها 55٬631٫0 كيلومتر مربع.

## ديموغرافيا
يبلغ عدد سكانها 1٬930٬143 نسمة، في 2016 .

## الموقع
تشترك في الحدود مع:
- إدارة لا باز
- إدارة شوكيساكا
- إدارة بوتوسي
- إدارة سانتا كروز
- محافظة بني
- إدارة أورورو.

## التقسيمات الإدارية
- Arani Province [الإنجليزية]‏
- Esteban Arze Province [الإنجليزية]‏
- Arque Province [الإنجليزية]‏
- Ayopaya Province [الإنجليزية]‏
- Narciso Campero Province [الإنجليزية]‏
- Capinota Province [الإنجليزية]‏
- Cercado Province (Cochabamba) [الإنجليزية]‏
- Carrasco Province [الإنجليزية]‏
- Chapare Province [الإنجليزية]‏
- Germán Jordán Province [الإنجليزية]‏
- Mizque Province [الإنجليزية]‏
- Punata Province [الإنجليزية]‏
- Quillacollo Province [الإنجليزية]‏
- Tapacarí Province [الإنجليزية]‏
- Bolívar Province, Cochabamba [الإنجليزية]‏
- Tiraque Province [الإنجليزية]‏.